# 田辺輝実

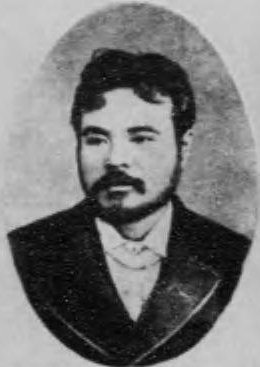
田辺 輝実

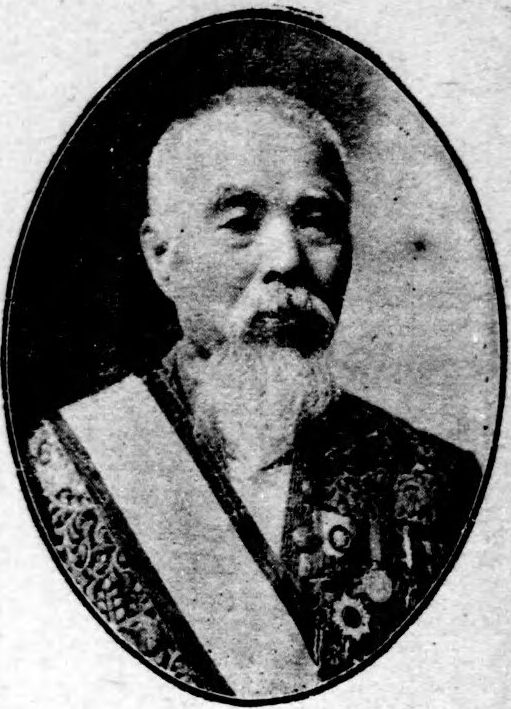
田辺 輝実

田辺 輝実（たなべ てるざね、1841年12月23日（天保12年11月11日）- 1924年（大正13年）10月19日）は、日本の武士（柏原藩士）、官僚・政治家。県知事、貴族院議員。希代の馬好きとして知られ、高知県県令時に高知県における西洋式競馬の基礎を築いた。

## 経歴
丹波国出身。丹波柏原藩士・田辺興の長男として生まれる。明治2年（1869年）、明治政府に出仕し弾正少忠に就任。
以後、入間県・群馬県・熊谷県・愛知県で勤務。さらに、内務属、鹿児島県属、内務省御用掛、高知県大書記官、内務権大書記官、農商務省山林局長、内務省土木局長を歴任。
1881年1月、高知県令に就任。立志社を懐柔するため、郡長に立志社社員を数多く登用するも、県会の立志社と保守派の対立により、1882年11月に知事を退任した。1883年5月、宮崎県令となり、官制改正により宮崎県知事と名称が変更された。以後、佐賀県・三重県・宮城県の各知事を歴任。
1905年12月13日、貴族院勅選議員に任じられ、茶話会に属し死去するまで在任。1907年6月22日、錦鶏間祗候に任じられた。
その他、臨時博覧会事務局評議員、官林官有地取調委員、林政取調委員、土木会委員などを務めた。

## 家族
- 父・田辺与 ‐ 柏原藩士
- 長男・田辺勉吉（1872-1925） ‐ 久原鉱業東京支店長、共同生命保険取締役。岳父に河瀬秀治、相婿に田部芳。[4]

## 栄典・授章・授賞
位階
- 1890年（明治23年）11月1日 - 従四位[5]
- 1895年（明治28年）12月10日 - 正四位[6]
- 1903年（明治36年）3月30日 - 従三位[7]

勲章等
- 1887年（明治20年）11月25日 - 勲六等単光旭日章[8]
- 1889年（明治22年）11月29日 - 大日本帝国憲法発布記念章[9]
- 1897年（明治30年）6月26日 - 勲三等瑞宝章[10]
- 1904年（明治37年）12月27日 - 勲二等瑞宝章[11]
- 1906年（明治39年）4月1日 - 勲一等旭日大綬章[12]・明治三十七八年従軍記章[13]
- 1915年（大正4年）11月10日 - 大礼記念章[14]